# Oceanbundsplade
Oceanbundsplader er en del af jordskorpen, og danner bunden af oceanerne. Disse plader er som regel meget tyndere end de tilsvarende kontinentalplader, og ofte er de mindre end 10 km tykke. Til gengæld har de en højere massefylde og når op på tætheder omkring 3,3 kg/liter. Skorpen i oceanbundspladerne består af basaltiske magmabjergarter. Alle oceanbundsplader er yngre end 200 millioner år. Det skyldes, at de hele tiden bliver nydannet langs de undersøiske oceanrygge, men også at de hele tiden bliver ødelagt, når de tvinges ned i kappen i forkastningszonerne langs randen af kontinenterne.
60 procent af jordskorpen består af oceanbundsplade. Kontinenternes vandring blev blandt andet bevist ved oceanbundspladernes palæomagnetiske spejling ved de konstruktive pladegrænser.
Når en oceanbundsplade støder sammen med en anden plade benævnes grænsen en destruktiv pladegrænse. Uanset om det er to oceanbundsplader eller en oceanbundsplade og en kontinentalplade, vil en oceanbundsplade dykke ned under den anden plade med en gravsænkning som resultat.